# Mistrzostwa Ameryki Północnej w Skokach Narciarskich 2013
Mistrzostwa Ameryki Północnej w Skokach Narciarskich 2013 – zawody w skokach narciarskich, przeprowadzone 19 stycznia 2013 na skoczni Silver Mine Hill w Eau Claire w celu wyłonienia indywidualnego mistrza Ameryki Północnej – wśród kobiet i mężczyzn.
W poprzednich latach rozgrywane były mistrzostwa Ameryki Północnej juniorów. W 2013 w zawodach wystartowali również seniorzy, w tym reprezentanci krajów spoza kontynentu. Zostali oni sklasyfikowani w dwóch grupach, kobiecej oraz Masters/Open dla mężczyzn.
Zawody przeprowadzono na skoczni Silver Mine Hill o rozmiarze HS 92. Konkurs indywidualny składał się z dwóch serii, których wyniki pozwoliły wyłonić indywidualnych medalistów.
Najlepszym skoczkiem zawodów był startujący w kategorii otwartej Fin Sebastian Klinga. Spośród startujących w tej grupie zawodników z Ameryki Północnej najwyżej sklasyfikowany, na 7. pozycji, został Trevor Wert.  W dwóch kategoriach juniorskich komplet medali zdobyli reprezentanci Stanów Zjednoczonych. Wśród starszych zawodników zwyciężył Nicholas Mattoon, zaś wśród młodszych Miles Lussi. 
W konkursie wystartowało łącznie 9 zawodniczek. Mistrzynią kontynentu juniorek została reprezentantka USA, Emilee Anderson, a dwa kolejne miejsca zajęły Kanadyjki. W zawodach wystąpiły też dwie seniorki. Nita Englund wyprzedziła Karin Friberg o ponad 30 punktów.

## Medaliści
| Konkurs                  | Złoto            | Srebro            | Brąz          |
| ------------------------ | ---------------- | ----------------- | ------------- |
| mężczyźni – kategoria J1 | Nicholas Mattoon | Christian Friberg | Andre Denney  |
| mężczyźni – kategoria J2 | Miles Lussi      | Ben Loomis        | Kevin Bickner |
| kobiety – kategoria J1   | Emilee Anderson  | Raven Yip         | Mahni Bruce   |

## Wyniki

### Mężczyźni

#### Kategoria Masters/Open
| 1.  | Sebastian Klinga       | Finlandia         | 93,0 | 130,0 | 90,5 | 126,5 | 256,5 |
| 2.  | Jere Kykkänen          | Finlandia         | 90,0 | 123,5 | 84,5 | 112,0 | 235,5 |
| 3.  | Sondre Skeie           | Norwegia          | 84,5 | 111,5 | 87,0 | 118,0 | 229,5 |
| 4.  | Wołodymyr Hływka       | Ukraina           | 88,5 | 117,5 | 84,5 | 109,0 | 226,5 |
| 5.  | Rolf Ole Sommerstad    | Norwegia          | 85,0 | 111,5 | 83,0 | 106,0 | 217,5 |
| 6.  | Andreas Myhre Hellerud | Norwegia          | 87,0 | 115,0 | 82,5 | 101,0 | 216,0 |
| 7.  | Trevor Wert            | Stany Zjednoczone | 88,0 | 116,0 | 75,0 | 87,0  | 203,0 |
| 8.  | Cooper Dodds           | Stany Zjednoczone | 78,5 | 98,0  | 75,5 | 93,0  | 191,0 |
| 9.  | Marko Ipunen           | Finlandia         | 83,0 | 102,0 | 75,0 | 88,5  | 190,5 |
| 10. | David Edlund           | Stany Zjednoczone | 76,5 | 92,5  | 78,0 | 95,5  | 188,0 |
| 11. | Tyler Hutchins         | Stany Zjednoczone | 76,0 | 89,0  | 72,0 | 83,0  | 172,0 |
| 12. | Krzysztof Kowalczyk    | Stany Zjednoczone | 76,0 | 90,5  | 70,0 | 79,0  | 169,5 |
| 13. | Spencer Knickerbocker  | Stany Zjednoczone | 76,5 | 91,0  | 67,5 | 69,5  | 160,5 |
| 14. | Richard Tonkin         | Kanada            | 71,5 | 78,0  | 66,5 | 69,0  | 147,0 |
| 15. | David Zarling          | Stany Zjednoczone | 58,0 | 49,5  | 55,0 | 46,0  | 95,5  |
| 16. | Patrick Kruegel        | Stany Zjednoczone | 58,0 | 48,0  | 57,0 | 46,5  | 94,5  |
| 17. | Joe Berens             | Stany Zjednoczone | 50,5 | 29,0  | 48,0 | 24,5  | 53,5  |

#### Kategoria J1
| 1. | Nicholas Mattoon       | Stany Zjednoczone | 85,5 | 108,5 | 80,0 | 97,5 | 206,0 |
| 2. | Christian Friberg      | Stany Zjednoczone | 76,5 | 94,5  | 75,0 | 89,0 | 183,5 |
| 3. | Andre Denney           | Stany Zjednoczone | 75,5 | 91,0  | 72,0 | 83,5 | 174,5 |
| 4. | Lucas Gasienica        | Stany Zjednoczone | 73,5 | 84,5  | 73,5 | 85,5 | 170,0 |
| 5. | AJ Brown               | Stany Zjednoczone | 74,5 | 87,5  | 70,0 | 76,5 | 164,0 |
| 6. | Nicholas Madden        | Stany Zjednoczone | 73,5 | 84,0  | 69,0 | 73,0 | 157,0 |
| 7. | Henry Kavanagh-Beltman | Stany Zjednoczone | 66,5 | 67,5  | 57,5 | 44,0 | 111,5 |

#### Kategoria J2
| 1. | Miles Lussi     | Stany Zjednoczone | 91,0 | 121,0 | 87,5 | 117,0 | 238,0 |
| 2. | Ben Loomis      | Stany Zjednoczone | 87,0 | 117,5 | 83,5 | 108,0 | 225,5 |
| 3. | Kevin Bickner   | Stany Zjednoczone | 83,5 | 109,0 | 80,5 | 101,5 | 210,5 |
|    | 25 startujących |                   |      |       |      |       |       |

### Kobiety

#### Kategoria seniorska
| 1. | Nita Englund  | Stany Zjednoczone | 75,5 | 87,5 | 68,5 | 71,5 | 159,0 |
| 2. | Karin Friberg | Stany Zjednoczone | 67,0 | 68,5 | 59,5 | 53,5 | 122,0 |

#### Kategoria J1
| 1. | Emilee Anderson   | Stany Zjednoczone | 71,5 | 79,0 | 70,5 | 80,5 | 159,5 |
| 2. | Raven Yip         | Kanada            | 67,0 | 68,5 | 66,0 | 67,0 | 135,5 |
| 3. | Mahni Bruce       | Kanada            | 65,0 | 65,0 | 58,0 | 49,5 | 114,5 |
| 4. | Elyse Hoffmann    | Stany Zjednoczone | 56,0 | 46,5 | 56,0 | 46,0 | 92,5  |
| 5. | Miranda Enno      | Kanada            | 56,0 | 45,5 | 49,0 | 31,0 | 76,5  |
| 6. | Sabina Gasienica  | Stany Zjednoczone | 51,5 | 35,5 | 48,5 | 30,5 | 66,0  |
| 7. | Elizabeth Wallace | Stany Zjednoczone | DNS  | DNS  | DNS  | DNS  | 0,0   |